# 第一代拉格伦男爵菲茨罗伊·萨默塞特
第一代拉格伦男爵 菲茨罗伊·詹姆斯·亨利·萨默塞特GCB，PC（1788年9月30日—1855年6月28日），是一位英国陆军元帅。他曾作为一名初级军官参加了半岛战争和滑铁卢战役，后来转任威灵顿公爵的军事秘书。在成为军械部长官之前，他还作为特鲁罗选区的托利党议员参政。
1854年，他成为派往克里米亚，成为英国军队的指挥官：他的主要目标是保卫伊斯坦堡，并奉命围攻俄罗斯的塞瓦斯托波尔港。在阿尔马河战役中取得初级成果后，他未能下达清晰的命令，导致了巴拉克拉瓦战役中轻骑兵的冲锋。尽管在因克曼战役中取得了进一步的成功，但1855年6月，盟军对塞瓦斯托波尔的一次协调不善的进攻仍宣告失败。拉格伦在那个月晚些时候死于痢疾和抑郁症。

## 早年生活
拉格伦出生于格洛斯特郡的巴德明顿庄园，是第五代博福特公爵亨利·萨默塞特和他的妻子伊丽莎白（爱德华·博斯卡文上将的女儿）的第九个也是最小的儿子。萨默塞特在西敏公学接受教育，并于1804年6月16日进入第四轻龙骑兵团。

## 军旅生涯
1805年6月1日，拉格伦晋升中尉。后陪同亚瑟·佩吉特爵士与奥斯曼帝国的苏丹塞利姆三世见面，苏丹在该年与法国过于密切。1808年5月5日，拉格伦晋升上尉，不久后被任命为亚瑟·韦尔斯利的副官。当月晚些时候，拉格伦陪同韦尔斯利的军队被派往葡萄牙。在那里，拉格伦参加了1809年5月的第二次波尔图战役、1809年7月的塔拉韦拉战役和1810年9月的布萨科战役。1810年11月，他被任命为惠灵顿公爵的代理军事秘书，并在1811年3月的庞巴尔战役、1811年4月的萨布加尔战役和1811年5月的富恩特斯德奥诺罗战役中与公爵并肩作战。1811年6月9日，拉格伦晋升少校，并参加了1811年9月的埃尔博东战役。他在1812年3月突袭巴达霍斯时有突出表现，率先突破并确保法国总督投降。拉格伦于1812年4月27日正式晋升中校。

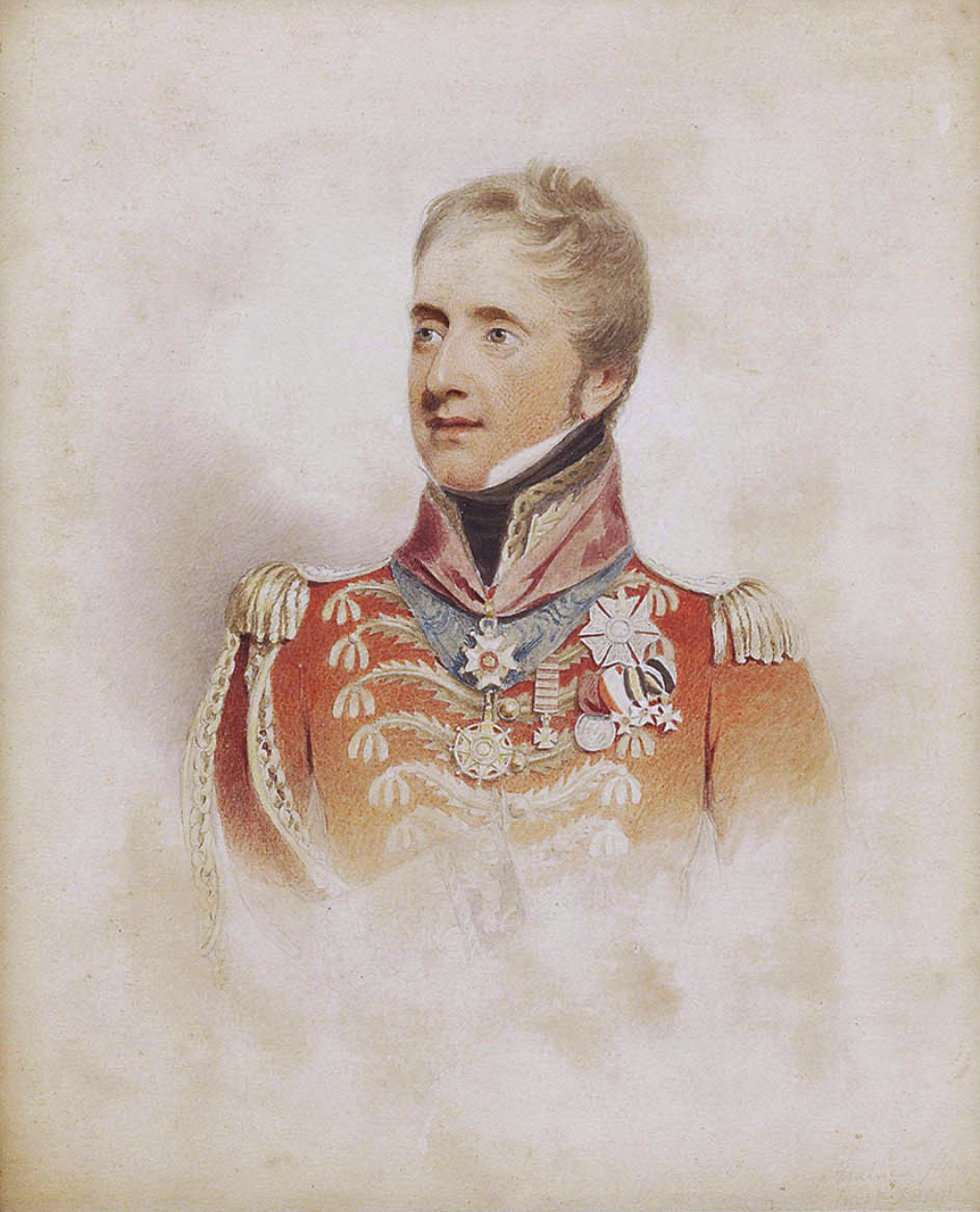
拉格伦勳爵

拉格伦继续在1812年7月的萨拉曼卡战役、1812年9月的布尔戈斯围城战、1813年6月的维多利亚战役、1813年7月的圣塞巴斯蒂安围城战和7月的比利牛斯山战役中与威灵顿作战。他们还一起参加了1813年12月的尼夫战役、1814年2月的奥尔特斯战役和1814年4月的图卢兹战役。1814年7月5日，威灵顿在波旁王朝的短暂恢复期间被任命为英国大使，拉格伦则在大使馆担任他的秘书。拉格伦于1814年7月25日转移到掷弹兵卫队，并于1815年1月2日获得巴斯勋章。
拉格伦随后参与了百日王朝战争：他在1815年6月16日的四臂村战役和两天后的滑铁卢战役中担任惠灵顿的参谋人员（在战斗中他失去了右臂）。1815年8月28日，拉格伦晋升上校并成为摄政王的副官。1815年10月3日，他获得马克斯·约瑟夫巴伐利亚军事勋章。他留在军中直到1816年5月回到英国驻巴黎大使馆担任秘书一职。
拉格伦于1818年当选下议院议员，后成为军械部长。拉格伦在1820年的大选中失去了席位，但在1825年5月27日晋升少将后， 于1826年重新获得了议会席位。在威灵顿于1827年1月被任命为英军总司令之后，拉格伦于1827年8月成为武装大臣。他于1829年离开议会，并于1838年6月28日晋升中将。1852年9月24日，拉格伦获得巴斯骑士大十字勋章，1852年9月30日成为军械总司令并于10月11日在蒙茅斯郡被封为拉格伦男爵。

## 克里米亚战争

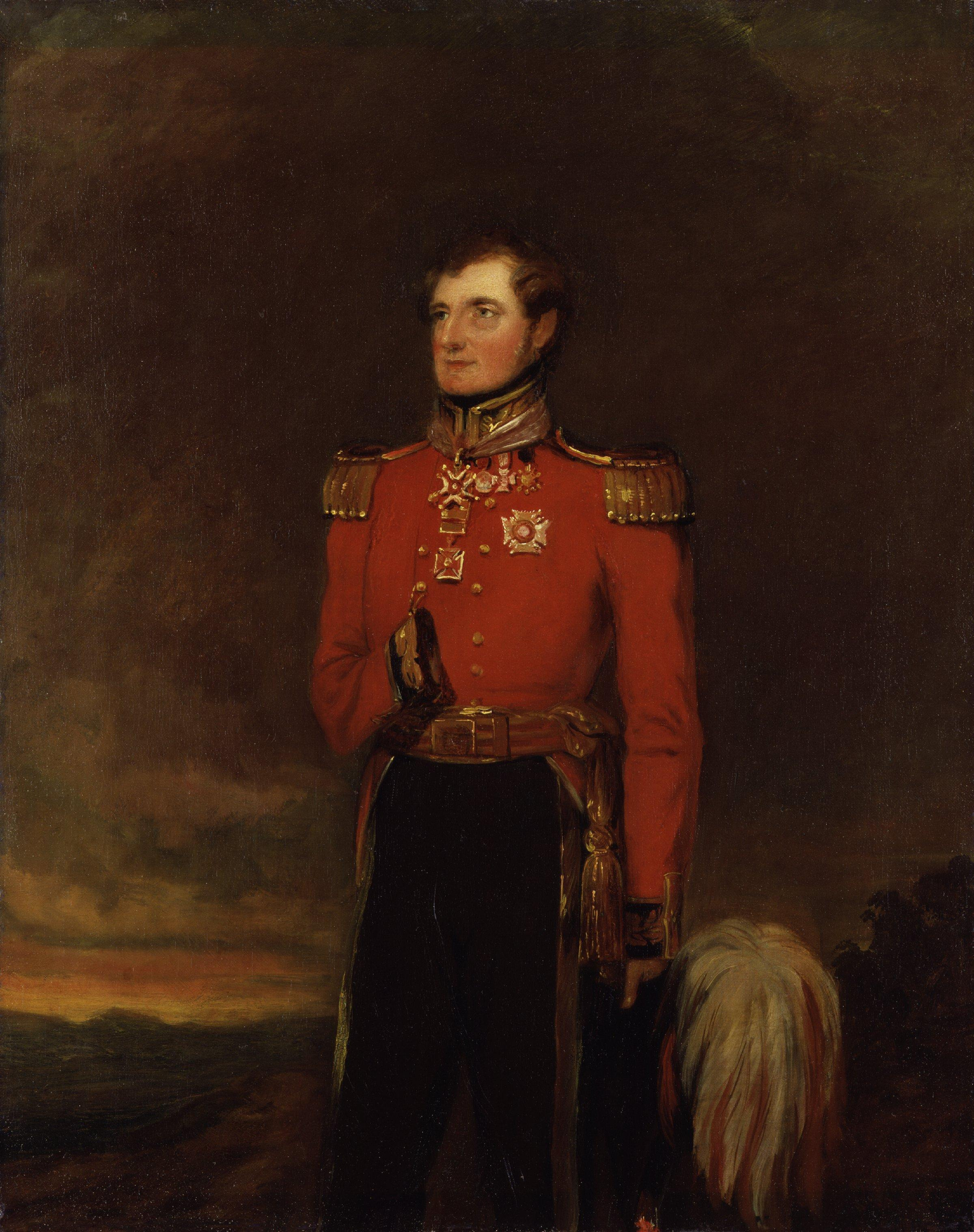
拉格伦勳爵

拉格伦于1854年2月21日成为英国克里米亚派遣军的司令，并于1854年6月20日晋升上将。虽然拉格伦的主要目标是保卫伊斯坦堡，但当时担任战争大臣的纽卡斯尔公爵命令他围攻塞瓦斯托波尔港，“除非它无法以合理的成功前景进行”。1854年9月，在拉格伦和雅克·圣阿尔诺将军的联合指挥下，英法联军在阿尔马河战役中击败了亚历山大·缅什科夫将军的俄罗斯军队。
在战争期间，拉格伦有一个抽象的习惯，将俄罗斯敌军称为“法国人”。虽然这种怪癖经常被认为是他不适合担任高级指挥官的证据，但实际上拉格伦能说一口流利的法语，并且两个盟友之间的关系很好。
在1854年10月的巴拉克拉瓦战役中，拉格伦向他的骑兵指挥官卢坎伯爵发出命令，后者又命令卡迪根伯爵，卡迪根伯爵恰好是卢坎的姐夫并且厌恶卢坎本人，随后卡迪根领导了轻骑兵的冲锋，导致约278名英国士兵伤亡。尽管在巴拉克拉瓦取得了优柔寡断的结果，但英法联军在1854年11月的因克曼战役中取得了胜利，拉格伦于1854年11月5日晋升为陆军元帅。1855年5月15日，他还被授予奥斯曼帝国一级梅杰迪勋章。
新闻界和政府指责拉格伦在塞瓦斯托波尔围城战期间因衣食短缺而让英国士兵在可怕的克里米亚冬季遭受苦难。尽管这在一定程度上是当局的过错，政府未能提供足够的后勤支持。1855年6月18日，盟军对塞瓦斯托波尔的一次零碎进攻宣告失败。围城的焦虑开始严重损害拉格伦的健康，他于1855年6月28日患有痢疾和抑郁症去世。他的遗体被带回家并安葬在圣迈克尔和众天使教堂。

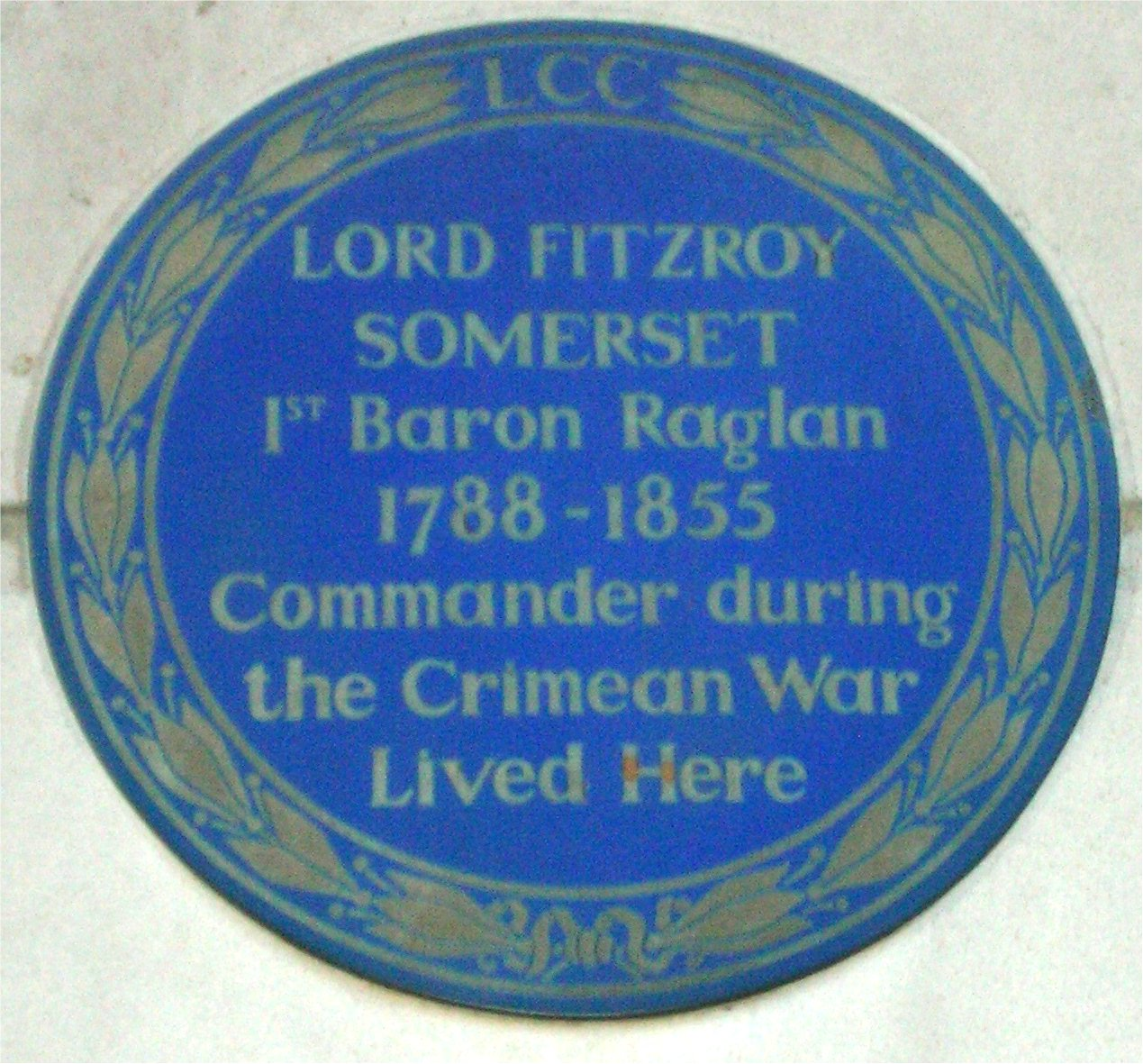
伦敦斯坦霍普门的蓝色牌匾

拉格伦还曾担任第53步兵团的名誉上校，后成为皇家骑兵卫队的名誉上校。
1911年，在伦敦斯坦霍普门的拉格伦故居外竖起了一块纪念他的蓝色牌匾。

## 家庭

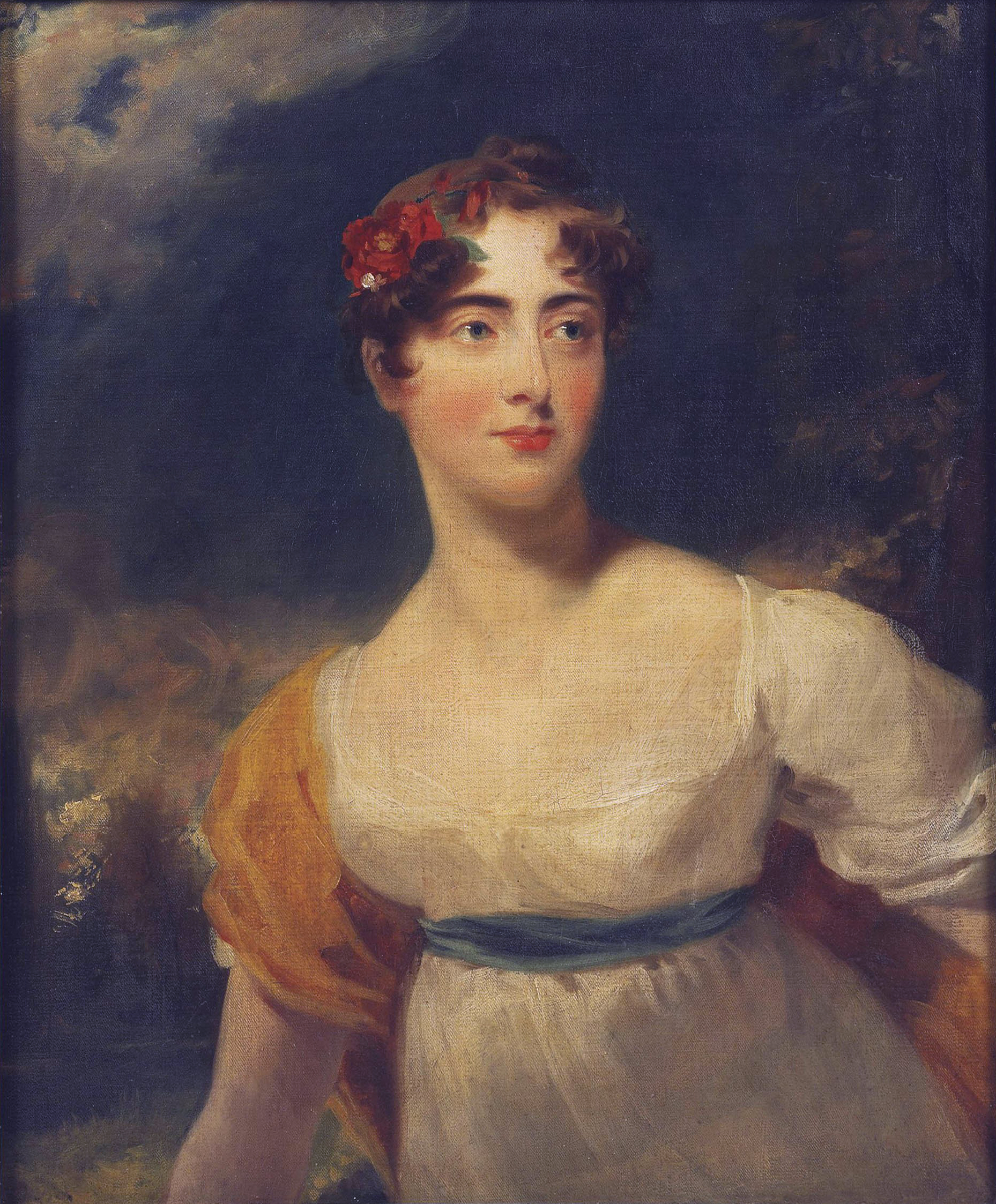
艾米丽·哈里特·韦尔斯利-波尔

1814年8月6日，拉格伦与艾米莉·哈里特·韦尔斯利-波尔夫人（第三代莫宁顿伯爵威廉·韦尔斯利-波尔的女儿，威灵顿公爵的侄女）结婚。他们有三个儿子和两个女儿：
- 夏洛特·卡罗琳·伊丽莎白·萨默塞特（1815年5月16日 - 1906年）
- 亚瑟·威廉·菲茨罗伊·萨默塞特（1816年5月6日 - 1845年12月21日）
- 第二代拉格伦男爵理查德·亨利·菲茨罗伊·萨默塞特（1817年5月24日 - 1884年5月3日）
- 弗雷德里克·约翰·菲茨罗伊·萨默塞特（1821年3月8日 - 1824年11月26日）
- 凯瑟琳·安妮·艾米莉·塞西莉亚·萨默塞特（1824年8月31日 - 1915年）

## 引注
1. 1 2 3 4 5 6 7 8  Heathcote, p. 267
2. ↑  . 倫敦憲報. 12 June 1804.
3. ↑  . 倫敦憲報. 28 May 1805.
4. 1 2 3  Lloyd, E. M. . Sweetman, John  (编).  線上版. 牛津大學出版社. 2004  [9 February 2014]. doi:10.1093/ref:odnb/26007. 需要订阅或英国公共图书馆会员资格
5. ↑  . 倫敦憲報. 5 July 1814.
6. ↑  . 倫敦憲報. 4 January 1815.
7. ↑  . 倫敦憲報. 22 June 1815.
8. 1 2 3 4  Heathcote, p. 268
9. ↑  . 倫敦憲報. 2 September 1815.
10. ↑  . 倫敦憲報. 3 October 1815.
11. ↑  . 倫敦憲報. 18 May 1816.
12. ↑  . 倫敦憲報. 1 August 1818.
13. ↑  . 倫敦憲報. 28 May 1825.
14. ↑  . 倫敦憲報. 18 July 1826.
15. ↑  . 倫敦憲報. 28 August 1827.
16. ↑  . 倫敦憲報. 3 July 1838.
17. ↑  . 倫敦憲報. 1 October 1852.
18. ↑  . 倫敦憲報. 12 October 1852.
19. ↑  . 倫敦憲報. 21 February 1854.
20. ↑  . 倫敦憲報. 22 June 1854.
21. ↑  Hibbert, p. 56
22. ↑  Tombs, Robert and Isabelle. . 2006: 358. ISBN 0-434-00867-2.
23. ↑  Calthorpe, p. 132
24. ↑  . 倫敦憲報. 21 November 1854.
25. ↑  . 倫敦憲報. 18 May 1855.
26. ↑  Martin, p. 181
27. ↑  . Financial Times. 27 December 2013  [9 February 2014]. （原始内容存档于2016-03-07）.
28. ↑  .   [9 February 2014]. （原始内容存档于2022-11-07）.
29. ↑  Mosley, Charles, editor. Burke's Peerage, Baronetage & Knightage, 107th edition, 3 volumes. Wilmington, Delaware, U.S.A.: Burke's Peerage (Genealogical Books) Ltd, 2003.